# Hàm giải tích
Trong toán học, một hàm giải tích là một hàm số được thể hiện bằng một biểu thức chuỗi lũy thừa hội tụ. Có cả hàm giải tích thực và hàm giải tích phức, giống nhau theo một số khía cạnh nhưng khác nhau ở một số khía cạnh khác. Từng loại hàm giải tích là vô cùng khác biệt, nhưng các hàm giải tích phức có các đặc tính mà các hàm giải tích thực không có. Một hàm số có giải tích nếu và chỉ nếu chuỗi Taylor của nó tại điểm x0 hội tụ đến giá trị hàm số tại một lân cận nào đó với mọi x0 thuộc tập xác định.
Một hàm giải tích trên một miền con của {\displaystyle \mathbb {C} } cũng là một hàm chỉnh hình.

## Định nghĩa
Về mặt hình thức, một hàm {\displaystyle f} là hàm giải tích thực trên một tập mở {\displaystyle D} trên đường thực nếu với bất kỳ {\displaystyle x_{0}\in D} đều có thể viết
{\displaystyle f(x)=\sum _{n=0}^{\infty }a_{n}\left(x-x_{0}\right)^{n}=a_{0}+a_{1}(x-x_{0})+a_{2}(x-x_{0})^{2}+a_{3}(x-x_{0})^{3}+\cdots }
trong đó các tham số {\displaystyle a_{0},a_{1},\dots } là các số thực và chuỗi là hội tụ tới {\displaystyle f(x)} với {\displaystyle x} ở lân cận {\displaystyle x_{0}}.
Nói cách khác, một hàm số giải tích là một hàm có vi phân vô hạn sao cho chuỗi Taylor tại bất kỳ giá trị {\displaystyle x_{0}} thuộc tập xác định
{\displaystyle T(x)=\sum _{n=0}^{\infty }{\frac {f^{(n)}(x_{0})}{n!}}(x-x_{0})^{n}}
hội tụ đến {\displaystyle f(x)} với {\displaystyle x} nằm trong vùng lân cận {\displaystyle x_{0}}. Tập hợp của tất cả các hàm số thực giải tích trong một tập hợp {\displaystyle D} cho trước được viết là {\displaystyle C^{\,\omega }(D)}.

## Sách tham khảo
- Conway, John B. (1978). Functions of One Complex Variable I. Graduate Texts in Mathematics 11 (ấn bản thứ 2). Springer-Verlag. ISBN 978-0-387-90328-6.
- Krantz, Steven; Parks, Harold R. (2002). A Primer of Real Analytic Functions (ấn bản thứ 2). Birkhäuser. ISBN 0-8176-4264-1.
- Komatsu, Hikosaburo (1960). "A characterization of real analytic functions". Proc. Japan Acad. Quyển 36 số 3. tr. 90–93. doi:10.3792/pja/1195524081.